# قامطة
القَامِطَة أو المِلزَم أو المِلزمة أو المِشبك أو المَاسِك أو المِئزَمة أو المِضبَّة (بالإنجليزية: Clamp)‏ هو أداة تثبيت تُستخدم لتثبيت الأشياء أو تثبيتها معًا بإحكام لمنع الحركة أو الانفصال من خلال تطبيق الضغط الداخلي.
هناك العديد من أنواع القامطات المتاحة للعديد من الأغراض المختلفة. بعضها مؤقت، حيث يُسْتَخْدَم لوضع المكونات أثناء إصلاحها معًا، والبعض الآخر مصمم ليكون دائمًا. في مجال تربية الحيوانات، يُعرف استخدام قامطة لربط حيوان بجسم ثابت باسم «التثبيت الدائري». تُسْتَخْدَم قامطة مادية من هذا النوع أيضًا للإشارة إلى مصطلح مصرفي استثماري غامض، «قامطة الصندوق». يمكن تسمية أي شيء يُؤَدِّي عمل التثبيت بالقامطات، لذلك يؤدي هذا إلى ظهور مجموعة متنوعة من المصطلحات عبر العديد من المجالات.